# Żagwica listkowata

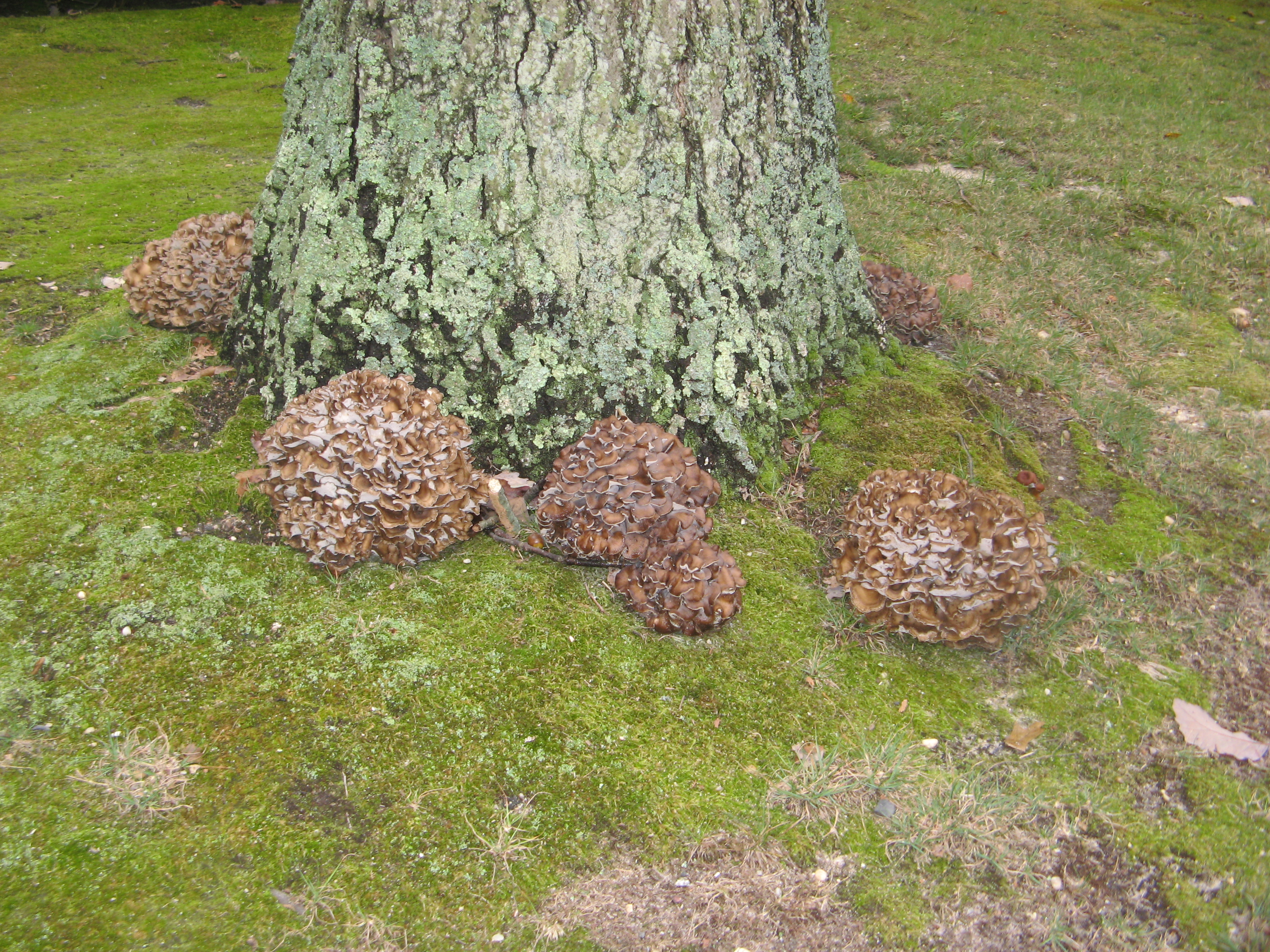

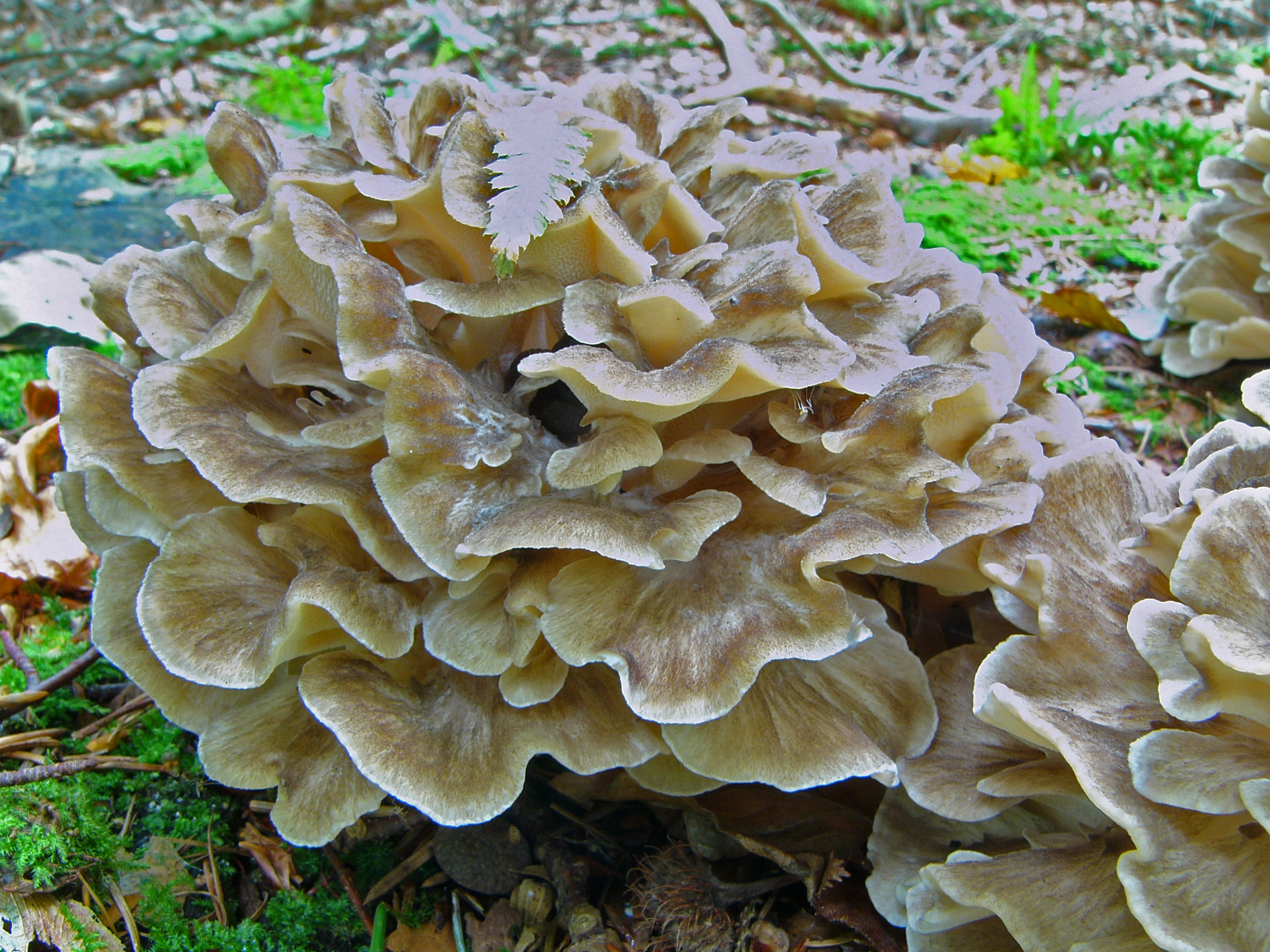

Żagwica listkowata (Grifola frondosa (Dicks.) Gray) – gatunek grzybów z rzędu żagwiowców (Polyporales).

## Systematyka i nazewnictwo
Pozycja w klasyfikacji według Index Fungorum: Grifola, Grifolaceae, Polyporales, Incertae sedis, Agaricomycetes, Agaricomycotina, Basidiomycota, Fungi.
Po raz pierwszy takson ten zdiagnozował w 1785 r. James Dickson, nadając mu nazwę Boletus frondosus. Obecną, uznaną przez Index Fungorum nazwę nadał mu w 1821 r. Samuel Frederick Gray, przenosząc go do rodzaju Grifola. Synonimów naukowych posiada ponad 30.
Nazwa polska pojawiła się w pracy Stanisława Domańskiego i in. w 1967 r. W polskim piśmiennictwie mykologicznym gatunek ten opisywany był też jako huba siedź, huba gałęzista, żagiew gałęzista, żagiew krzaczasta, żagiew cykoriokształtna, wielogłówka listkowata. W japońskiej medycynie znany jest pod nazwą maitake.

## Morfologia
Owocniki
Jednoroczne, duże do bardzo dużych, o średnicy od 20 do 60 cm, krzaczkowato rozgałęzione, złożone z wielu łopatkowatych kapeluszy wyrastających ze wspólnego pnia. Pojedyncze kapelusze językowate lub półokrągłe, płaskie, 4–10 cm średnicy, cienkie, kruche, o orzechowej, żółtooliwkowej barwie. Brzegi kapeluszy nierówne, powycinane, promieniście pomarszczone.
Rurki
O długości 2–3 mm, białawe, zbiegające po trzonie. Pory drobne, o średnicy około 0,5 mm.
Miąższ
Cienki, do 0,5 cm gruby, biały, mięsisty. Zapach przyjemny, grzybowy, smak łagodny.
Zarodniki
Bezbarwne, szeroko owalne, z jednej strony nieco spłaszczone.
Gatunki podobne
- Żagiew wielogłowa (Polyporus umbellatus), której owocniki są osadzone na trzonkach centralnie, a ich barwa jest jaśniejsza, biaława do jasnoochrowej.
- Wachlarzowiec olbrzymi (Meripilus giganteus), którego owocniki są dużo większe i szersze, złożone z większych kapeluszy. Poza tym pojawia się on na wielu gatunkach drzew, podczas gdy żagwica listkowata niemal wyłącznie na dębach.
- Jodłownica górska (Bondarzewia mesenterica), która rośnie u podstawy jodeł i odznacza się dużymi, kanciastymi i nierównymi porami, a jej owocniki podobnie jak u wachlarzowca, zbudowane są z większych i bardziej rozłożystych kapeluszy.

## Występowanie i siedlisko
W Polsce żagwica listkowata jest rzadka. Do 2020 r. podano około 130 jej stanowisk. Znajduje się na Czerwonej liście roślin i grzybów Polski. Ma status V – zagrożony wymarciem. Znajduje się na listach gatunków zagrożonych także w Austrii, Belgii, Czechach, Niemczech, Danii, Estonii, Litwie, Norwegii, Holandii, Szwecji, Finlandii. W latach 1983–2014 objęta była ochroną ścisłą, a od 2014 roku ochroną częściową. Dopuszczone jest pozyskiwanie owocników w celach gospodarczych po uzyskaniu stosownych zezwoleń.
Grzyb nadrzewny, pasożyt. Rośnie na korzeniach i u podstawy pni i martwych drzew, głównie dębów. Owocniki pojawiają się w sierpniu i wrześniu. Podobnie jak wachlarzowiec olbrzymi występuje na siedliskach antropogenicznych.

## Zastosowanie
- Grzyb jadalny, młode owocniki są bardzo smaczne i aromatyczne, jednakże ze względu na ochronę częściową, w Polsce jej zbieranie jest niezgodne z prawem. Starsze owocniki robią się łykowate i niestrawne[9].
- Grzyb leczniczy o działaniu przeciwgrzybiczym, przeciwnowotworowym, przeciwwirusowym, przeciwbakteryjnym, regulującym ciśnienie krwi, przeciwcukrzycowym, immunomodulacyjnym, hepatoprotekcyjnym i antyastmatycznym. Z grzybni i owocników wytwarza się lek o handlowej nazwie Grifolan (GRN). Zawiera polisacharydy wzmacniające układ odpornościowy i działające przeciwnowotworowo. Ekstrakty z żagwicy listkowatej są skuteczne także w leczeniu: zakażeń bakteryjnych i wirusowych, AIDS (HIV), cukrzyca typu I, nadciśnienia, hipercholesterolemii i infekcjach dróg moczowych[10].
- Grzyb uprawny – jest uprawiany dla potrzeb przemysłu farmakologicznego[11].